# Archivio Centrale dello Stato
L'Archivio centrale dello Stato (ACS) è un istituto dotato di autonomia speciale del Ministero della cultura, e afferisce alla Direzione Generale per gli Archivi. Ha sede nella città di Roma nel quartiere EUR. I suoi compiti istituzionali sono definiti in linea generale dal Codice dei beni Culturali e del paesaggio (Decreto Legislativo 22 gennaio 2004, n. 42) e nello specifico dall’art.6 del Regolamento dell’Archivio centrale dello Stato, adottato con Decreto Ministeriale 7 ottobre 2008.
L'ACS conserva prevalentemente i documenti (dal 1861 in poi) degli organi centrali giudiziari e amministrativi dello Stato italiano.

## Storia

### La creazione
L'origine risale al Regio decreto 25 maggio 1875, n. 2552, che istituì l'Archivio del Regno d'Italia con la finalità di conservare, oltre agli originali delle leggi e decreti, allo stato civile di Casa Savoia e al registro araldico, anche gli atti dei dicasteri centrali non più occorrenti "ai bisogni ordinari del servizio". L'Archivio del Regno rimase tuttavia per lungo tempo un'istituzione priva di completa autonomia: la sede, la gestione dei documenti e la direzione amministrativa erano infatti in comune con l'Archivio di Stato di Roma.

### La seconda guerra mondiale
La situazione restò invariata fino all'indomani della seconda guerra mondiale quando cominciò a farsi strada l'esigenza di una diversa organizzazione dell'Istituto e della sua sistemazione in una sede definitiva e autonoma. Tale orientamento era dettato anche dalla necessità di trovare una collocazione idonea agli archivi delle amministrazioni centrali che erano stati fatti trasferire al nord Italia durante la Repubblica di Salò e che erano poi stati recuperati alla fine della guerra. La piena autonomia dell'Istituto fu sancita dalla legge 13 aprile 1953, n. 340: venne ufficializzata la nuova denominazione di Archivio Centrale dello Stato e operata la distinzione dall'Archivio di Stato di Roma, e fu posto alla direzione dell'Istituto il funzionario con il grado più elevato dell'amministrazione archivistica.

### La nuova sede del 1960 e la riforma del 2014
In concomitanza si trovò anche la soluzione all'annoso problema della sede, individuata infine nell'edificio monumentale dell'EUR che avrebbe dovuto ospitare la mostra delle corporazioni nell'ambito dell'Esposizione universale di Roma. Il trasferimento presso la nuova sede fu effettuato nel 1960. Nel 2008 l'Archivio Centrale dello Stato è diventato un istituto dotato di autonomia speciale nell'ambito del Ministero per i beni e le attività culturali (D.P.R. 26 novembre 2007, n. 233 e D.M. 7 ottobre 2008) acquisendo autonomia scientifica, finanziaria, organizzativa e contabile.
Il d.p.c.m. 29 agosto 2014, n. 171, entrato in vigore dal 24 giugno 2014, e noto anche come Riforma Franceschini, modifica il modello organizzativo, gestionale ed informatico del "Ministero", le direzioni generali. Nel caso specifico, il provvedimento attribuisce alla Direzione Generale Archivi l'esercizio dei poteri di direzione, indirizzo, coordinamento, controllo sugli Archivi di Stato e dalle Soprintendenze archivistiche. L'esercizio è riferito alle attività di tutela dei beni archivistici, cui tali amministrazioni aggiungono anche quelle di valorizzazione. La legge introduce il diritto di avocazione e di sostituzione "in caso di necessità ed urgenza" (art. 21, comma 1).

Le funzioni di indirizzo, vigilanza, approvazione del bilancio (previsionale e consuntivo), assegnazione di risorse umane e strumentali all'Archivio Centrale dello Stato, che viene qualificato come "Istituto dotato di autonomia speciale" (art. 21, comma 3), ed in particolare "quale ufficio di livello dirigenziale non generale" (art. 30, comma 2).

## Organizzazione
L'istituto è diretto da un sovrintendente ed ha una struttura articolata in:
- Consiglio di amministrazione;
- Collegio dei revisori dei conti;
- Consiglio scientifico.

## La sede
L'edificio, di cui prima della guerra erano state eseguite solo le fondamenta e le strutture portanti, fu portato a termine negli anni cinquanta su iniziativa di Virgilio Testa, commissario straordinario dell'Ente EUR, apportando le modifiche necessarie per adattare il palazzo alle esigenze dell'Istituto. Negli anni novanta ha conosciuto una rilettura degli spazi interni: in occasione del 40º anniversario dell'istituzione dell'ACS sono stati inaugurati i nuovi locali destinati al pubblico (ingresso, sala di studio, biblioteca, sala convegni) progettati dall'architetto Giulio Savio. Gli ambienti, valorizzati da opere pittoriche e scultoree di Angelo Cucciarelli, Piero Dorazio, Carlo Lorenzetti, Paolo Pasticci, si sono ulteriormente arricchiti negli ultimi anni grazie a donazioni di altri artisti contemporanei, andando a costituire un piccolo ma significativo nucleo museale.

## Funzioni e competenze
Conserva la documentazione degli uffici centrali dell'amministrazione statale (ministeri, Consiglio di Stato, Corte dei Conti, ecc.), gli originali di leggi e decreti (tra cui quello della costituzione della Repubblica Italiana), verbali di alcune inchieste parlamentari, gli atti di governo, i decreti registrati presso la Corte dei conti, le carte del Ministero della Real Casa e della Presidenza del Consiglio dei ministri (1876 - 1976), i verbali del Consiglio stesso, la documentazione della Corte di cassazione e quella dei Tribunali militari e del Tribunale speciale per la difesa dello Stato. Non versano nell'ACS e conservano quindi la documentazione presso un proprio archivio storico la Presidenza della Repubblica, la Presidenza del Consiglio, il Ministero degli Affari Esteri, le due camere del Parlamento italiano, la Corte Costituzionale e gli Stati Maggiori delle forze armate italiane.
Provvede ai suoi compiti istituzionali con le risorse finanziarie di bilancio ordinarie e straordinarie; con i proventi derivanti dallo svolgimento delle attività di promozione, pubblicazione, consulenza e collaborazione con soggetti pubblici e privati, nazionali e internazionali; con i contributi di amministrazioni ed enti pubblici e privati italiani, comunitari, nonché di organizzazioni internazionali finalizzati ad attività conformi ai compiti dell'Istituto; con contributi sotto forma di quote di iscrizione per corsi di formazione e aggiornamento organizzati in proprio. In base al codice dell'amministrazione digitale, collabora con le amministrazioni competenti per definire regole tecniche e dei requisiti funzionali in materia di formazione e conservazione di documenti digitali della pubblica amministrazione italiana. Tra le funzioni e le competenze, si possono ricordare:
- conserva archivi e documenti, su qualunque supporto, degli organi centrali dello Stato unitario e di enti pubblici di rilievo nazionale e di privati che lo Stato abbia in proprietà o in deposito;
- garantisce la consultabilità della documentazione conservata;
- esercita la sorveglianza  sugli archivi in formazione degli organi centrali dello Stato;
- costituisce deposito degli archivi digitali degli organi centrali dello Stato e  degli atti di stato civile per l’intero territorio nazionale;
- istituisce corsi di formazione e addestramento e tirocini formativi, organizzati anche d’intesa con l’Università e la Scuola Nazionale dell’Amministrazione, nell’archivistica applicata agli archivi contemporanei, con particolare riferimento all’archivistica informatica. Ha istituito allo scopo il Corso di Alta Formazione in Archivistica Contemporanea;
- promuove e organizza convegni e dibattiti scientifici, a carattere nazionale e internazionale, sui temi riguardanti i suoi compiti istituzionali;
- organizza mostre ed eventi per valorizzare il patrimonio documentale conservato;
- svolge attività editoriale relativa al settore di competenza anche mediante pubblicazioni scientifiche che valorizzino i risultati delle ricerche effettuate.

### Conservazione
Ha il compito di conservare gli archivi prodotti dagli organi e dagli uffici centrali dello Stato italiano; la raccolta in originale delle leggi e decreti, i verbali della Presidenza del Consiglio dei ministri del Regno d'Italia, la documentazione delle grandi Commissioni d'inchiesta, lo stato civile dei Savoia e l'archivio della Real Casa, gli archivi dei tribunali militari e quelli fascisti, con le carte della segreteria particolare del Duce.

### Consultazione
L'Istituto, luogo obbligato per qualsiasi attività di ricerca storica sull'Italia contemporanea, rende consultabile la documentazione conservata, dopo averne curato i lavori archivistici di ordinamento e inventariazione.
Gli studiosi ammessi alla consultazione archivistica, dopo aver compilato un apposito modulo, possono avvalersi nella ricerca, oltre che di quanto disponibile in sala di studio anche del ricchissimo materiale librario gestito dalla biblioteca dell'Istituto, specializzata in storia contemporanea.

### Commissioni di sorveglianza
Funzione di particolare rilievo dell'Istituto, esercitata su delega del Sovrintendente anche dai funzionari, è il controllo sugli archivi in formazione degli organi centrali dello Stato. Le Commissioni di sorveglianza, istituite presso ciascuna amministrazione centrale, hanno il compito di garantire la corretta gestione degli archivi correnti e di deposito dell'amministrazione di riferimento mediante la redazione di titolari di classificazione, di manuali di gestione e di piani di conservazione e di curare il versamento oppure lo scarto della documentazione non più occorrente a fini amministrativi.

### Valorizzazione e didattica
Al fine di diffondere la conoscenza del patrimonio posseduto al maggior numero di cittadini, l'Archivio Centrale dello Stato svolge numerose attività di valorizzazione mediante l'organizzazione di eventi (convegni, conferenze, giornate di studio e mostre storico-documentarie). Presso l'istituto opera inoltre una sezione didattica con il compito di programmare e realizzare visite guidate e seminari volti ad avvicinare principalmente gli studenti delle scuole superiori e gli universitari al mondo della ricerca storica. Di grande rilievo le pubblicazioni, di cui l'Archivio Centrale è autore/curatore, o acquisite perché vi sono utilizzati i documenti conservati dall'Istituto.

### Corso di Alta Formazione in Archivistica Contemporanea
L'Archivio Centrale dello Stato ha avviato, dal gennaio 2011 in collaborazione con il CNR  e l'AGID - Agenzia per l'Italia Digitale, il Corso di Alta Formazione in archivistica contemporanea,  della durata di 150 ore rivolto prioritariamente al personale dei ministeri, degli enti pubblici e agli operatori degli archivi correnti e di deposito. I corsi si articolano in attività formative sia teoriche che gestionali e vengono, inoltre, supportati da una serie di laboratori archivistici, stabiliti all'inizio di ogni corso, che possono essere svolti anche all'esterno dell'Istituto.

## Contenuti
- Presso l'ACS è conservata un'importante raccolta di carteggi di personalità del mondo politico, militare, artistico e culturale, dal periodo risorgimentale ai giorni nostri. L'Istituto raccoglie, inoltre, la documentazione di numerosi enti pubblici soppressi e non, tra i quali: l'Opera Nazionale Combattenti (1920-1978), l'Ente EUR (1936-1945), l'IRI (1920-1960) e l'Enel (1920-1960)[l'ENEL fu fondata nel 1962].
- È custodito nell'ACS un importante patrimonio fotografico, sia in serie autonome che all'interno delle diverse serie archivistiche. Alcune importanti fonti documentarie sono conservate in microfilm (Commissione Alleata di Controllo e Governo Militare Alleato), in cd (gli Archivi dell'Internazionale Comunista) e in video cassette (la Collezione italiana delle interviste della USC Shoah Foundation Institute for Visual History and Education).
- Nel fondo denominato "Archivi fascisti" sono conservate le carte della segreteria particolare di Benito Mussolini, del Partito nazionale fascista, della Milizia volontaria per la sicurezza nazionale, della Mostra della Rivoluzione Fascista, delle Brigate Nere, della Guardia nazionale repubblicana, quella indicata come "RSI-Miscellanea" e del Partito Fascista Repubblicano.
- Del periodo della Resistenza italiana sono custoditi presso l'Istituto l'archivio del Comitato centrale di liberazione nazionale e di quello di Brescia. Inoltre sono conservati gli archivi di privati e famiglie (ad esempio quello di Gabriele D'Annunzio) e di partiti o movimenti politici, sindacati, associazioni e comitati.